# Anthanassa castianira
Anthanassa castianira är en fjärilsart som beskrevs av Frederick DuCane Godman och Osbert Salvin 1880. Anthanassa castianira ingår i släktet Anthanassa och familjen praktfjärilar. Inga underarter finns listade i Catalogue of Life.